# 이튼 얼라이브
이튼 얼라이브(Eaten Alive)는 미국에서 제작된 토브 후퍼 감독의 1976년 공포, 스릴러 영화이다. 네빌 브랜드 등이 주연으로 출연하였다. 알려진 다른 제목은 약육강식이다.

## 출연

### 주연
- 네빌 브랜드
- 멜 페러
- 캐럴린 존스

### 조연
- 마릴린 번즈
- 윌리엄 핀리
- 로버타 콜린스
- 스튜어트 휘트먼
- 카일 리처즈
- 자너스 블라이스
- 로버트 잉글런드

## 같이 보기
- 크로커다일 (2000년 영화)